# Dennis Westcott
Pour les articles homonymes, voir Westcott.
Dennis Westcott (né le 2 juillet 1917 à Wallasey et mort le 13 juillet 1960 à Stafford) était un joueur de football anglais.

## Biographie
Westcott commence sa carrière à New Brighton en Third Division (North). En 1937, il a l'occasion de rejoindre les Wolverhampton Wanderers avec qui il fait ses débuts contre Grimsby lors de la FA Cup. Wescott inscrit l'un des buts lors de la victoire 6-2. Lors de sa première saison avec les Wolves, il inscrit 22 buts, et finit meilleur buteur du club. Il en inscrit 43 en 43 matchs la saison suivante, signant un record qui tiendra 50 ans jusqu'à ce qu'il soit battu par Steve Bull. Westcott joue durant la FA Cup 1939, mais les Wolves sont battus 4-1 par Portsmouth. 
En 1939, les compétitions sportives sont suspendues à cause de la Seconde Guerre mondiale. Il joue pour l'équipe militaire d'Angleterre avant de reprendre la compétition en 1946. Il inscrit 38 buts en 1946-47, ce qui fait de lui le meilleur buteur de la saison. En 1948, il part jouer à Blackburn Rovers en Second Division. Il y inscrit 37 buts en 63 matchs puis signe pour Manchester City, avec qui il marque 36 buts en 72 matchs. Il joue ensuite à Chesterfield, et finit sa carrière à Stafford Rangers.
Il meurt de leucémie en 1960 à l'âge de 43 ans.

## Palmarès
Wolverhampton Wanderers FC
- Vice-champion du Championnat d'Angleterre de football (2) :
  - 1938 & 1939.
- Meilleur buteur du Championnat d'Angleterre de football (1) :
  - 1947: 37 buts.
- Finaliste de la FA Cup (1) :
  - 1939.